# Krepšinio klubas Perlas Vilnius
Il K.K. Perlas Vilnius è una società cestistica avente sede nella città di Vilnius, in Lituania. Fondata nel 2003, gioca nel campionato lituano.